# Zbór Śląskiego Kościoła Ewangelickiego Augsburskiego Wyznania w Trzyńcu
Zbór Śląskiego Kościoła Ewangelickiego Augsburskiego Wyznania w Trzyńcu – zbór (parafia) luterańska w Trzyńcu, należąca do senioratu trzynieckiego Śląskiego Kościoła Ewangelickiego Augsburskiego Wyznania, w kraju morawsko-śląskim, w Czechach.

## Historia
W 1884 trzynieccy ewangelicy zaczęli się spotykać na nabożeństwach w miejscowej szkole. W 1892 zawiązano tu zbór filialny parafii w Cieszynie. 21 czerwca 1896 rozpoczęto budowę kościoła ewangelickiego, poświęconego 9 lipca 1899. Samodzielnym zborem Trzyniec stał się po powołaniu pierwszego pastora doktora Józefa Pindóra w 1902. Do zboru przyłączono miejscowości poprzednio należące do zboru cieszyńskiego i bystrzyckiego. Pod względem administracyjnym w Kościele austriackiej Przedlitawii podległy był senioratowi śląskiemu w superintendenturze morawsko-śląskiej.
Po I wojnie światowej i polsko-czechosłowackim konflikcie granicznym obszar zboru znalazł się w granicach Czechosłowacji. Po 1920 wraz z pięcioma innymi polskojęzycznymi zborami luterańskimi utworzył odrębny Kościół Ewangelicki Augsburskiego Wyznania na Śląsku Wschodnim w Czechosłowacji, który został oficjalnie uznany w dniu 24 maja 1923. Kiedy w październiku 1938 Polska dokonała aneksji tzw. Zaolzia zbory te połączono z polskim Kościołem ewangelicko-augsburskim. Już rok później, po włączeniu większości terenu Śląska Cieszyńskiego do III Rzeszy podporządkowano je niemieckiemu konsystorzowi we Wrocławiu. Po drugiej wojnie światowej ŚKEAW ponownie uznano oficjalnie w 1948.
W 1950 wyodrębnił się z niego zbór w Oldrzychowicach a w 2002 w Nieborach.

## Pastorzy (lista niepełna)
- Józef Pindór (1902-1919)
- Oskar Michejda (1919-1939)
- Józef Fukała (drugi pastor 1932-?)
- Evald Krygel (drugi pastor 1945-1965)
- Karel Wojnar (1965-1992)
- Władysław Kiedroń (drugi pastor 1969-1992)
- Stanisław Piętak (1992-2006)
- Pavel Kadlubiec (drugi pastor 2004-2009)
- Michal Klus (od 2007)
- Bohdan Taska (drugi pastor 2010-2020)